# Filipe Nyusi
Filipe Nyusi, född 9 februari 1959 i Mueda i Cabo Delgado, är en moçambikisk politiker, och sedan 15 januari 2015 landets president. Han tillhör partiet FRELIMO, och var försvarsminister 2008-2014. Han efterträdde Armando Guebuza på presidentposten.
Han är gift med Isaura Nyusi och har fyra barn.